# Rucellai Madonna

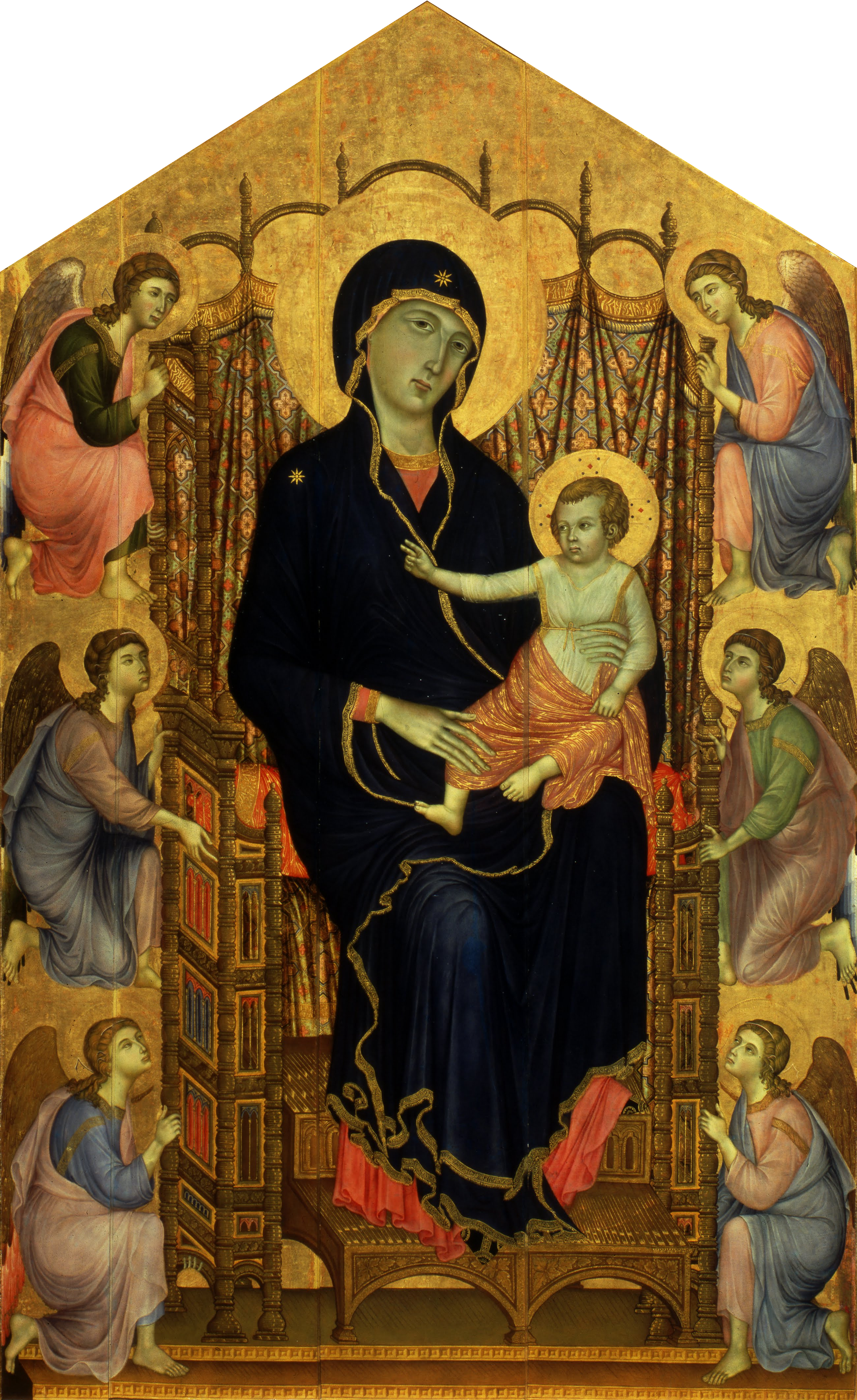
Rucellai Madonna

A Rucellai Madonna (más néven Trónoló Madonna) fára festett kép, mely a firenzei Uffizi képtárban található. A képet Duccio di Buoninsegna festette, mérete 450×290 cm.
Duccio 1285-ben kapott megbízást, hogy a firenzei Santa Maria Novella-templomot székhelyül használó Laudesi konfraternitás számára fessen egy képet, mely Szűz Máriát ábrázolja. Ez volt Duccio első nagy méretű oltárképe, mely bár Cimabue hatását mutatja, de már a gótika stílusjegyei is megtalálhatóak rajta. Az alakok elegáns, könnyed formájúak, a trónus és a ruhák anyagát a festő egy illuminátor gondosságával ábrázolta. Ez különösen a Madonna köntösének aranyszegélyén figyelhető meg.
A gótika jelei figyelhetőek meg a trón ábrázolásán is: az oldalán olyan nyílások láthatóak, amik a katedrálisok két- vagy háromszárnyú ablakaira emlékeztetnek, az ülőke boltíveken nyugszik, a háta szintén ívekben végződik. A kép keretében szentek képei láthatóak, legtetején Jézus képével.
A kép eredetileg minden bizonnyal a Santa Maria Novella jobb oldali kereszthajójában állt, ott, ahol most a Bardi-kápolna van. A konfraternitás akkoriban itt tartotta a miséit. Jelenlegi nevét (Rucellai) akkor kapta, amikor a 17. század végén és a 18. század elején a Rucellai-kápolnába vitték át.